# Francis Bertie, 1:e viscount Bertie av Thame

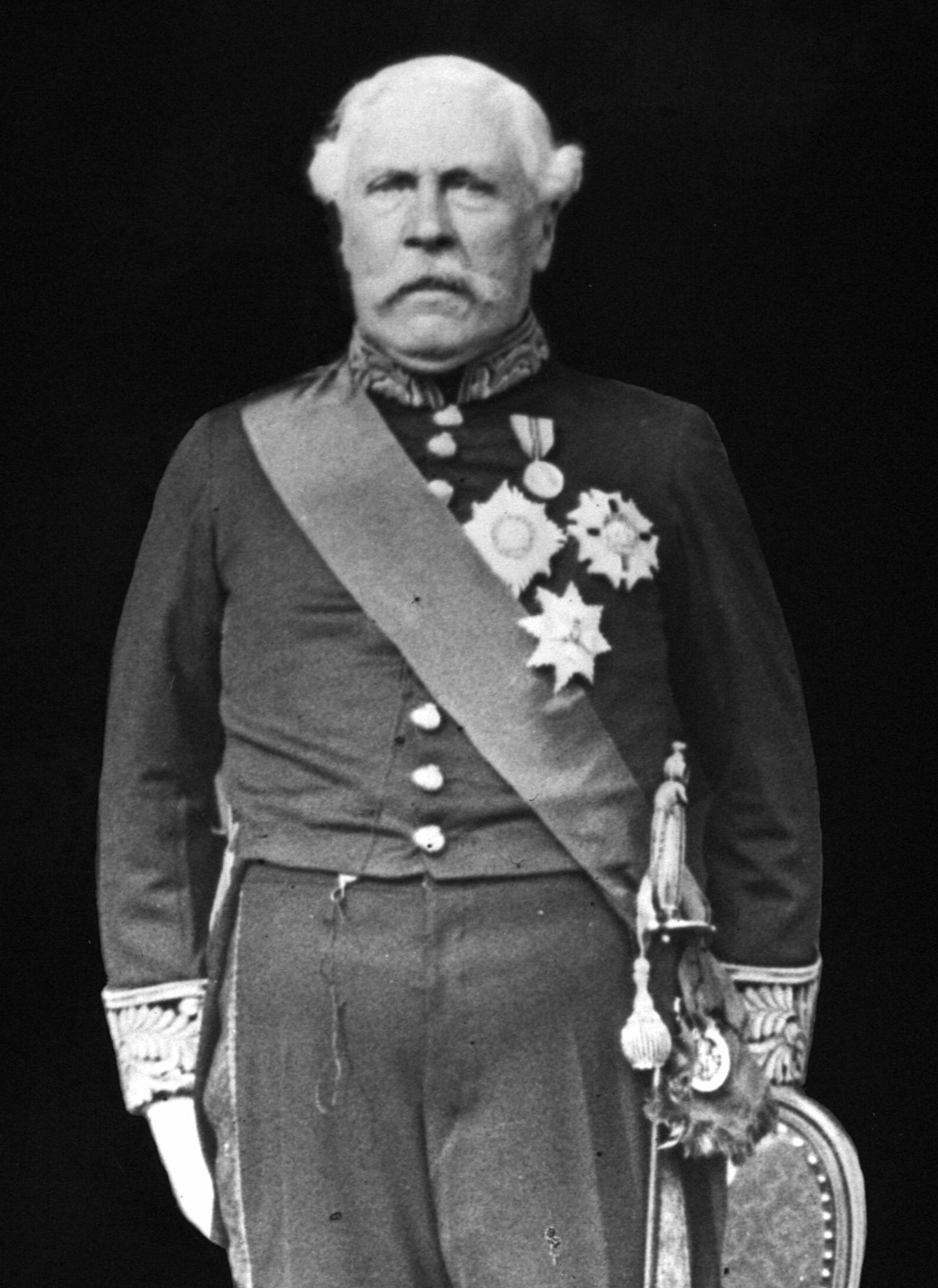
Baron Francis Leveson Bertie of Thame, 1915.

Francis Leveson Bertie, 1:e viscount Bertie of Thame, född 17 augusti 1844 och död 26 september 1919, var en brittisk diplomat.
Bertie blev 1894 biträdande understatssekreterare, och 1903 medlem av Privy council. 1903-05 var han brittisk ambassadör i Rom och 1905-1918 i Paris. Under sin ambassadörstid i Paris arbetade Berti målmedvetet och energiskt för att åstadkomma ententen mellan England och Frankrike. Hans minnesanteckningar från krigsåren offentliggjordes efter hans död under titeln Diary, 1914-18 (1924).